# ستيفان روبرت
ستيفان روبرت (بالفرنسية: Stéphane Robert)‏ مواليد 17 مايو 1980 في مونتارغيس، فرنسا، هو لاعب كرة مضرب فرنسي بدأ مسيرته كمحترف سنة 2001 يلعب باليد اليمنى ويحتل حالياً المرتبة رقم. 165 (1 فبراير 2016) في تصنيف رابطة محترفي كرة المضرب. أعلى تصنيف له في الفردي كان المركز الـ 61 في سنة 2010. أعلى تصنيف له في الزوجي كان المركز الـ 99 في سنة 2014.

## روابط خارجية
- ستيفان روبرت على موقع رابطة محترفي التنس (الإنجليزية)
- ستيفان روبرت على موقع الاتحاد الدولي لكرة المضرب (الإنجليزية)
- ستيفان روبرت على موقع خلاصة التنس.كوم (الإنجليزية)